# Liste der Baudenkmale in Millienhagen-Oebelitz
In der Liste der Baudenkmale in Millienhagen-Oebelitz sind alle Baudenkmale der Gemeinde Millienhagen-Oebelitz im Landkreis Vorpommern-Rügen und ihrer Ortsteile aufgelistet. Grundlage ist die Veröffentlichung der Denkmalliste des Landkreises Vorpommern-Rügen, Auszug aus der Kreisdenkmalliste vom August 2015.

## Millienhagen-Oebelitz

### Millienhagen
| ID  | Lage                      | Bezeichnung                             | Beschreibung | Bild |
| --- | ------------------------- | --------------------------------------- | ------------ | ---- |
|     |                           |                                         |              |      |
| 605 | Feldweg-Ausbau 27 (Karte) | Stallscheune                            |              |      |
| 606 | Feldweg-Ausbau 29 (Karte) | Stallscheune                            |              |      |
| 607 | Lange Reihe 46 (Karte)    | Bauernhof (Wohnhaus, Stall und Scheune) |              |      |

### Steinfeld
| ID   | Lage                            | Bezeichnung     | Beschreibung | Bild |
| ---- | ------------------------------- | --------------- | ------------ | ---- |
| 1050 | Steinfeld-Dorfstraße 11 (Karte) | Katen mit Stall |              |      |

### Wolfshagen
| ID    | Lage                             | Bezeichnung                             | Beschreibung | Bild |
| ----- | -------------------------------- | --------------------------------------- | ------------ | ---- |
|       |                                  |                                         |              |      |
| 605   | Feldweg-Ausbau 27 (Karte)        | Stallscheune                            |              |      |
| 606   | Feldweg-Ausbau 29 (Karte)        | Stallscheune                            |              |      |
| 607   | Lange Reihe 46 (Karte)           | Bauernhof (Wohnhaus, Stall und Scheune) |              |      |
| 1050  | Steinfeld-Dorfstraße 11 (Karte)  | Katen mit Stall                         |              |      |
| 1192  | Hofstraße 45 (Karte)             | Gutshaus                                |              |      |
| 1193A | Landweg-Ausbau 43 (Karte)        | Bauernhaus mit Stall                    |              |      |
| 1193B | Wolfshagen-Dorfstraße 47 (Karte) | Bauernhaus                              |              |      |

## Quelle
- Denkmalliste des Landkreises Vorpommern-Rügen

- Karte mit allen Koordinaten:
- OSM |
- WikiMap